# Divizia B 1990-1991
Divizia B 1990-1991 a fost al 51-lea sezon al celui de-al doilea nivel al sistemului de ligi ale fotbalului românesc.

## Formatul
Formatul a fost menținut la trei serii, fiecare dintre ele având 18 echipe. La sfârșitul sezonului, câștigătorii seriei au promovat în Divizia A și ultimele 4 locuri din fiecare serie au retrogradat în Divizia C. S-a jucat un play-out (3 meciuri de baraj pentru retrogradare) între locurile 15 din fiecare serie, ultima echipă a retrogradat și în Divizia C: play-out-ul pentru retrogradare a fost necesar din cauza căderii comunismului în Decembrie 1989, culminând cu excluderea din Divizia A a Flacăra Moreni și Olt Scornicești, și
dizolvarea Victoria București.

## Schimbări de echipă
| Promovat din Divizia C - Fortus Iași - Borzești - Gloria CFR Galați - Callatis Mangalia - Progresul București - Electroputere Craiova - Șoimii IPA Sibiu - Montana Sinaia - Vulturii Lugoj - Aurul Brad - Metalurgistul Cugir - CIL Sighetu Marmației Retrogradat din Divizia A - Flacăra Moreni | Retrogradat în Divizia C - Someșul Satu Mare - CFR Pașcani - IMASA Sfântu Gheorghe - Electromureș Târgu Mureș - CS Botoșani - Metalul Mija - Mureșul Deva - Viitorul Vaslui - Constructorul Craiova - CFR Cluj Promovat în Divizia A - Progresul Brăila - Rapid București - Gloria Bistrița |

### Echipe excluse
Victoria București și FC Olt Scornicești au fost excluse din cauza căderii comunismului în decembrie 1989. Această decizie a fost luată după ce s-a dovedit că ascensiunea celor două echipe a fost una forțată, cu ajutorul regimului comunist. Victoria a fost sponsorizată de Ministerul Afacerilor Interne („Miliția”, Poliția) și FC Olt avea sediul în orașul natal al lui Nicolae Ceaușescu, fostul secretar general al Partidul Comunist Român din 1965 până în 1989.

### Echipe redenumite
ASA Târgu Mureș a fost redenumită ASA Electromureș Târgu Mureș.

## Clasamente

### Seria I

#### Clasamentul Seriei I
| Loc | Echipa                | MJ | V  | E | Î  | GM | GP | DG  | Pct | Promovare sau retrogradare |
| --- | --------------------- | -- | -- | - | -- | -- | -- | --- | --- | -------------------------- |
| 1   | Oțelul Galați (C, P)  | 34 | 21 | 5 | 8  | 65 | 30 | +35 | 47  | Promovarea în Divizia A    |
| 2   | Gloria Buzău          | 34 | 17 | 7 | 10 | 63 | 42 | +21 | 41  |                            |
| 3   | Ceahlăul Piatra Neamț | 34 | 16 | 6 | 12 | 51 | 39 | +12 | 38  |                            |
| 4   | Politehnica Iași      | 34 | 16 | 6 | 12 | 51 | 43 | +8  | 38  |                            |
| 5   | Steaua Mizil          | 34 | 17 | 4 | 13 | 39 | 38 | +1  | 38  |                            |
| 6   | Gloria CFR Galați     | 34 | 16 | 4 | 14 | 68 | 41 | +27 | 36  |                            |
| 7   | Foresta Fălticeni     | 34 | 17 | 2 | 15 | 71 | 59 | +12 | 36  |                            |
| 8   | Unirea Slobozia       | 34 | 17 | 2 | 15 | 60 | 50 | +10 | 36  |                            |
| 9   | Unirea Focșani        | 34 | 16 | 4 | 14 | 48 | 41 | +7  | 36  |                            |
| 10  | CSM Suceava           | 34 | 14 | 7 | 13 | 46 | 38 | +8  | 35  |                            |
| 11  | Callatis Mangalia     | 34 | 15 | 5 | 14 | 48 | 45 | +3  | 35  |                            |
| 12  | Olimpia Râmnicu Sărat | 34 | 14 | 5 | 15 | 35 | 51 | −16 | 33  |                            |
| 13  | Aripile Bacău         | 34 | 13 | 6 | 15 | 47 | 45 | +2  | 32  |                            |
| 14  | Borzești              | 34 | 13 | 5 | 16 | 49 | 58 | −9  | 31  |                            |
| 15  | Siretul Pașcani (R)   | 34 | 12 | 3 | 19 | 34 | 69 | −35 | 27  | Retrogradarea în Divizia C |
| 16  | Prahova Ploiești (R)  | 34 | 11 | 4 | 19 | 37 | 62 | −25 | 26  | Retrogradarea în Divizia C |
| 17  | Poiana Câmpina (R)    | 34 | 10 | 6 | 18 | 35 | 66 | −31 | 26  | Retrogradarea în Divizia C |
| 18  | Fortus Iași (R)       | 34 | 10 | 1 | 23 | 48 | 78 | −30 | 21  | Retrogradarea în Divizia C |

### Seria II

#### Clasamentul Seriei II
| Loc | Echipa                       | MJ | V  | E  | Î  | GM | GP | DG  | Pct | Promovare sau retrogradare |
| --- | ---------------------------- | -- | -- | -- | -- | -- | -- | --- | --- | -------------------------- |
| 1   | Electroputere Craiova (C, P) | 34 | 21 | 6  | 7  | 93 | 37 | +56 | 46  | Promovarea în Divizia A    |
| 2   | Chimia Râmnicu Vâlcea        | 34 | 20 | 6  | 8  | 69 | 27 | +42 | 46  |                            |
| 3   | CS Târgoviște                | 34 | 17 | 4  | 13 | 51 | 48 | +3  | 38  |                            |
| 4   | Sportul 30 Decembrie         | 34 | 15 | 7  | 12 | 57 | 37 | +20 | 37  |                            |
| 5   | Șoimii IPA Sibiu             | 34 | 17 | 3  | 14 | 52 | 46 | +6  | 37  |                            |
| 6   | Tractorul Brașov             | 34 | 15 | 5  | 14 | 58 | 54 | +4  | 35  |                            |
| 7   | Metalurgistul Slatina        | 34 | 16 | 3  | 15 | 53 | 52 | +1  | 35  |                            |
| 8   | Flacăra Moreni               | 34 | 12 | 10 | 12 | 47 | 34 | +13 | 34  |                            |
| 9   | Drobeta-Turnu Severin        | 34 | 15 | 4  | 15 | 62 | 54 | +8  | 34  |                            |
| 10  | Progresul Caracal            | 34 | 13 | 7  | 14 | 59 | 61 | −2  | 33  |                            |
| 11  | Gaz Metan Mediaș             | 34 | 15 | 3  | 16 | 57 | 60 | −3  | 33  |                            |
| 12  | ICIM Brașov                  | 34 | 15 | 3  | 16 | 40 | 43 | −3  | 33  |                            |
| 13  | Autobuzul București          | 34 | 14 | 5  | 15 | 48 | 56 | −8  | 33  |                            |
| 14  | Progresul București          | 34 | 13 | 6  | 15 | 45 | 48 | −3  | 32  |                            |
| 15  | Mecanică Fină București (R)  | 34 | 12 | 7  | 15 | 40 | 50 | −10 | 31  | Retrogradarea în Divizia C |
| 16  | Pandurii Târgu Jiu (R)       | 34 | 13 | 3  | 18 | 32 | 63 | −31 | 29  | Retrogradarea în Divizia C |
| 17  | Minerul Motru (R)            | 34 | 10 | 5  | 19 | 30 | 72 | −42 | 25  | Retrogradarea în Divizia C |
| 18  | Montana Sinaia (R)           | 34 | 7  | 5  | 22 | 26 | 77 | −51 | 19  | Retrogradarea în Divizia C |

1. ↑  Electroputere Craiova au fost scăzute 2 puncte.

### Seria III

#### Clasamentul Seriei III
| Loc | Echipa                    | MJ | V  | E | Î  | GM | GP | DG  | Pct | Promovare sau retrogradare |
| --- | ------------------------- | -- | -- | - | -- | -- | -- | --- | --- | -------------------------- |
| 1   | ASA Târgu Mureș (C, P)    | 34 | 18 | 9 | 7  | 54 | 38 | +16 | 45  | Promovarea în Divizia A    |
| 2   | CFR Timișoara             | 34 | 19 | 5 | 10 | 60 | 35 | +25 | 43  |                            |
| 3   | Olimpia Satu Mare         | 34 | 17 | 7 | 10 | 47 | 29 | +18 | 41  |                            |
| 4   | F.C. Baia Mare            | 34 | 18 | 4 | 12 | 84 | 42 | +42 | 40  |                            |
| 5   | UTA Arad                  | 34 | 18 | 4 | 12 | 68 | 32 | +36 | 40  |                            |
| 6   | Gloria Reșița             | 34 | 16 | 8 | 10 | 47 | 29 | +18 | 40  |                            |
| 7   | Unirea Alba Iulia         | 34 | 18 | 3 | 13 | 53 | 43 | +10 | 39  |                            |
| 8   | Armătura Zalău            | 34 | 16 | 4 | 14 | 49 | 43 | +6  | 36  |                            |
| 9   | Vagonul Arad              | 34 | 17 | 2 | 15 | 61 | 56 | +5  | 36  |                            |
| 10  | Strungul Arad             | 34 | 14 | 8 | 12 | 51 | 46 | +5  | 36  |                            |
| 11  | CSM Reșița                | 34 | 13 | 8 | 13 | 42 | 48 | −6  | 34  |                            |
| 12  | Metalul Bocșa             | 34 | 15 | 3 | 16 | 36 | 47 | −11 | 33  |                            |
| 13  | Metalurgistul Cugir       | 34 | 13 | 5 | 16 | 47 | 47 | 0   | 31  |                            |
| 14  | Chimica Târnăveni         | 34 | 14 | 2 | 18 | 37 | 56 | −19 | 30  |                            |
| 15  | Vulturii Lugoj (R)        | 34 | 13 | 3 | 18 | 38 | 61 | −23 | 29  | Retrogradarea în Divizia C |
| 16  | CIL Sighetu Marmației (R) | 34 | 8  | 8 | 18 | 32 | 62 | −30 | 24  | Retrogradarea în Divizia C |
| 17  | Aurul Brad (R)            | 34 | 8  | 6 | 20 | 33 | 67 | −34 | 22  | Retrogradarea în Divizia C |
| 18  | Progresul Timișoara (R)   | 34 | 6  | 1 | 27 | 29 | 87 | −58 | 13  | Retrogradarea în Divizia C |

## Golgeteri
14 goals
- Adrian State (Gloria CFR Galați)

12 goals
- Ion Profir (Oțelul Galați)

11 goals
- Adrian Oprea (Gloria CFR Galați)

8 goals
- Valentin Ștefan (Gloria CFR Galați)
- Costin Maleș (Oțelul Galați)

5 goals
- Haralambie Antohi (Gloria CFR Galați)